# Кароль Скібінський
Кароль Скібінський (пол. Karol Skibiński; 1849, Кам'янець-Подільський, Подільська губернія, Російська імперія — 14 травня 1922, Львів) — польський науковець, ректор Цісарсько-королівської політехнічної школи у Львові, професор, доктор Honoris causa, інженер-залізничник.

## Біографія
Народився 1849 року у Кам'янці-Подільському у сім'ї відомого актора і директора театрів у Любліні і Вільно (Вільнюсі) Казимира Скібінського (1786—1858).
По закінченні реальної школи у Львові у 1866 році він протягом двох років навчався у Цісарсько-королівській політехнічній академії у Львові. З 1871 року продовжив навчання на інженерному відділенні Віденського технічного університету. В тому ж році він став працювати на Центральній Моравсько-Сілезькій залізниці, потім у конструкторському бюро мостів і залізниць архікнязя Рудольфа.
У 1872 році він був запрошений для роботи над проєктом і будівництвом частини цієї залізниці в Каринтії.
У 1875 році працював на будівництві залізниці в Альпах, одночасно проєктував трасу Велс—Кірхдорф і Верхній Австрії.
У 1879-1880 роках він займав посаду асистента кафедри нарисної геометрії Львівської політехніки. З 1880 року — доцент нарисної статики і будівничої механіки. У 1883—1884 роках займав посаду заступника професора нарисної геометрії, у 1884-1888 роках — доцент, почесний доктор і професор будівничої механіки і нарисної статики.
З 1888 року Кароль Скібінський був професором інженерних наук і будівництва (дороги, залізниці, тунелі). Багаторічний декан інженерного факультету.
З 1891 року — ректор Цісарсько-королівської політехнічної школи у Львові.
У 1919 році вийшов у відставку і йому було надано звання почесного професора.
У 1921 році Каролю Скібінському було надано звання почесного доктора (доктор Honoris causa).
Кароль Скібінський був керівником проєктного бюро і директором ряду суспільних робіт. Автор кількох підручників, член наукових товариств.
Помер 14 травня 1922 у Львові. За ініціативою Політехнічного товариства перепохований на Личаківському цвинтарі (поле № 1). На могилі пам'ятник авторства В. Равського та Ю. Міколайського.

## Нагороди
- Орден Залізної Корони III ступеня (1904)[4].
- Командорський хрест Ордена Відродження Польщі (1937, посмертно).
- Почесний професор Львівської політехніки (1921)[5].
- Почесний доктор Львівської політехніки (1921)[6].